# Cressida Cowell
Cressida Cowell (Londres, 15 de abril de 1966) es una escritora británica de literatura infantil, popularmente conocida por la serie de libros Cómo entrenar a tu dragón, que posteriormente se ha convertido en una franquicia galardonada adaptada por DreamWorks Animation en cine y una serie de animación. En 2015, la saga había vendido más de siete millones de ejemplares en todo el mundo.
Además de sus otras publicaciones, trabaja con el ilustrador Neal Layton en la serie continua de cuentos de Emily Brown. El primero de la serie, Este conejo pertenece a Emily Brown, ganó el premio Nestlé Children's Book Award.

## Biografía
Nació el 15 de abril de 1966 en Londres. Es hija de Michael Hare, segundo vizconde de Blakenham. Su tío político es el juez de la Corte Suprema de Estados Unidos Stephen Breyer.
De niña, Cowell afirmó que «creció en Londres y en una pequeña isla deshabitada de la costa oeste de Escocia», y que fue durante los veranos que pasó en las islas Hébridas Interiores, donde empezó a desarrollar sus habilidades de escritura y dibujo:

Pasé mucho tiempo cuando era niña en una pequeña isla deshabitada frente a la costa oeste de Escocia ... Cuando tenía ocho años, mi familia había construido una pequeña casa de piedra en la isla y, con el bote, casi podíamos pescar suficiente comida para alimentar a la familia durante todo el verano.

Desde entonces, todos los años pasamos cuatro semanas de verano y dos semanas de primavera en la isla. La casa se iluminaba con velas y no había teléfono ni televisión, así que pasé mucho tiempo dibujando y escribiendo cuentos.
Cowell asistió a Keble College, Oxford, donde estudió inglés, y también asistió a la Escuela de Arte Saint Martin y a la Universidad de Brighton, donde aprendió ilustración.
Cressida Cowell reside en Londres con su esposo Simon, exdirector y CEO interino de International Save the Children Alliance; sus hijas Maisie y Clementine; e hijo Alejandro.

## Obras

### Cómo entrenar a tu dragón
- How to Train Your Dragon (2003)
- How to Be a Pirate (2004)
- How to Speak Dragonese (2005)
- How to Cheat a Dragon's Curse (2006)
- How to Train Your Viking, by Toothless the Dragon (2006)
- How to Twist a Dragon's Tale (2007)
- A Hero's Guide to Deadly Dragons (2008)
- How to Ride a Dragon's Storm (2008)
- How to Break a Dragon's Heart (2009)
- How to Steal a Dragon's Sword (2011)
- The Day of the Dreader (2012)
- How to Seize a Dragon's Jewel (2012)
- How to Betray a Dragon's Hero (2013)
- How to Fight a Dragon's Fury (2015)
- The Complete Book of Dragons: A Guide to Dragon Species (2014)
- A Journal for Heroes (2015)

### Emily Brown
- Este conejo pertenece a Emily Brown
- Emily Brown and the Thing
- Emily Brown and the Elephant Emergency
- Cheer Up Your Teddy Bear, Emily Brown!

### El tiempo de los magos
- The Wizards of Once (2017)
- The Wizards of Once: Twice Magic (2018)
- The Wizards of Once: Knock Three Times (2019)
- The Wizards Of Once: Never and Forever (2020)

### Otros libros
- Little Bo Peep’s Troublesome Sheep
- Don’t Do That Kitty, Kilroy
- What Shall We Do with the Boo-Hoo Baby
- There's No Such Thing as a Ghostie
- Daddy on the Moon
- Hiccup the Seasick Viking

## Premios
- 2006 Premio Nestlé de libros para niños, Premio de oro, categoría 0–5 años: Ese conejo pertenece a Emily Brown por Cressida Cowell & Neal Layton (Orchard Books)[9]
- Premio Blue Peter Book 2018, categoría Mejor historia: The Wizards of Once (Hodder Children's Books)[10]
- Laureado Infantil 2019

## Distinciones
Cowell fue nombrada miembro de la Orden del Imperio Británico (MBE) en los Honores de cumpleaños de 2020 por sus servicios a la literatura infantil.
En 2021, fue elegida miembro de la Royal Society of Literature (FRSL).